# Буин (язык)
Буин (англ. Buin) — восточнопапуасский язык, распространённый на юге острова Бугенвиль, Папуа — Новая Гвинея.

## Классификация
Язык буин входит в так называемой филум восточнопапуасских языков. Буин находится в одной южнобугенвильской языковой семье вместе с языком насиой и другими. Распространён на юге острова Бугенвиль в составе Папуа — Новой Гвинеи. Буин является одним из самых распространённых языков Бугенвиля с общей численностью носителей на 2009 год в 27 000 человек.

## Лингвистическая характеристика

### Фонетика и фонология

#### Согласные
Согласные звуки языка насиой:
|             |             | Губные | Альевол. | Палат.-веляр. |
| ----------- | ----------- | ------ | -------- | ------------- |
| Взрывные    | Глухие      | [p]    | [t]      | [k]           |
| Взрывные    | Звонкие     |        |          | [ɡ]           |
| Одноударные | Одноударные |        | [r]      |               |
| Носовые     | Носовые     | [m]    | [n]      | [ŋ]           |

Шумные согласные звуки [p], [t], [k] являются аспиратами.

#### Гласные
Гласные звуки языка насиой:
|                | Передние | Средние | Задние |
| -------------- | -------- | ------- | ------ |
| Верхние        | [i]      |         | [u]    |
| Средне-верхние | [e]      |         | [o]    |
| Нижние         |          | [a]     |        |